# 二十四の瞳
『二十四の瞳』（にじゅうしのひとみ）は、1952年（昭和27年）に日本の壺井栄が発表した小説。
第二次世界大戦の終結から7年後に発表された小説で、作者の壺井栄は自身が戦時中を生きた者として、この戦争が一般庶民にもたらした数多くの苦難と悲劇を描いた。
発表の2年後の1954年（昭和29年）に映画化された『二十四の瞳』を含め、これまで映画2回、テレビドラマ8回、テレビアニメ1回、計11回映像化された。

## 概要

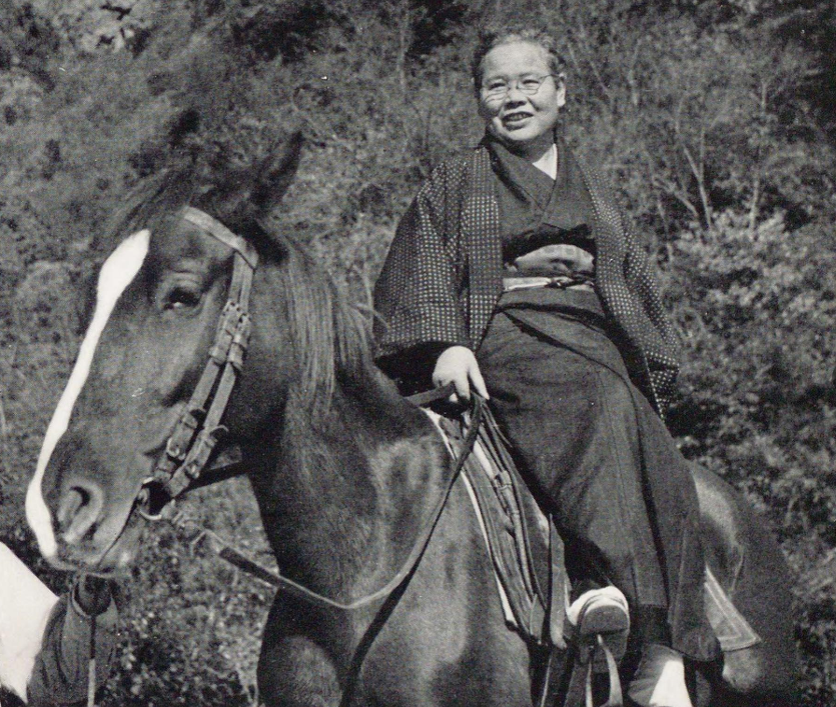
著者の壷井栄。小豆島の神懸山にて（1955年）

「瀬戸内海べりの一寒村」を舞台に、女学校を出て赴任した女性教師とその年に小学校に入学した12人の生徒のふれあいを軸に、日本が第二次世界大戦を突き進んだ歴史のうねりに否応なく飲み込まれていく中での教師と生徒たちの苦難や悲劇を通し、戦争の悲壮さを描いた作品である。
1928年（昭和3年）から1946年（昭和21年）まで昭和の戦前期、終戦、その翌年までの18年間が描かれている。
栄はかねてから、両親に育てられた12人の子供のことを、子供の側から童話として書いてみたいという構想を持っていた。それが社会情勢の悪化により無理となったため、一つの小さな村に生まれ育った12人の同い年の子供の話として書いたのが本作である。
小説の舞台は、その冒頭で「瀬戸内海べりの一寒村」とされている。そして全ページを通じて、一切、舞台の具体的な地名は出てこない。しかし、小説発表の2年後の1954年（昭和29年）に映画化された際（『二十四の瞳』）、壺井栄の故郷が香川県小豆島であることから、物語の舞台を「小豆島」と設定した。これ以降の映像化作品でも同様に小豆島を舞台としたため、『二十四の瞳』と原作にはない「小豆島」の2つが結びついて広く認識されるようになった。
1952年2月から11月までキリスト教の雑誌『ニュー・エイジ』に連載、同年12月に光文社が刊行。文庫本の初版は新潮社では1957年に、角川書店は1961年に刊行。ともに刊行を50年以上続けている。

## あらすじ
1928年（昭和3年）、普通選挙が実施される一方で治安維持法の罰則が厳しくなった年に、「女学校の師範科」を卒業したばかりの正教員の大石久子（おなご先生）は、島の岬の分教場に赴任する。そこに入学した1年生12人（男子5人、女子7人）の児童、それぞれの個性にかがやく二十四の瞳を前に、この瞳をどうしてにごしてよいものかと感慨を持つ。
若く朗らかな大石に子供たちはすぐになつき、「大石小石」から「小石先生」とあだ名を付けられ信望を集めた。しかし颯爽と自転車に乗り洋服姿で登校するおなご先生は「ハイカラ」であることを理由に、保守的な村の大人たちから敬遠され、些細な誤解から面罵され、思わず涙することもあった。しかしいつでも子供たちはおなご先生の味方であり、支えであった。
そんな折、大石は年度途中で子供たちの作った落とし穴に落ちてアキレス腱を断裂する。分教場への通勤が不可能になってしまう。大石が不在の中、「おなご先生」を一途に慕う子供たちの姿を目の当たりにした村の大人たちの態度も軟化する。大石が子供たちにとってかけがえのない存在であることを理解したのだった。しかし、松葉杖を離すことはできるようになったものの、自転車に乗ることができないため分教場に通えない大石は本校へ転任することとなり、村の皆に見送られ、再会を約束して分教場を去った。
1932年（昭和7年）、5年生になった子供たちは本校に通うようになり、新婚の大石と再会する。しかし昭和恐慌や東北飢饉、満洲事変・第一次上海事変と続く戦争といった暗い世相は、大石を初めつつましく暮らす生徒たちのそれぞれの暮らしに、不幸の影を落とし始める。
1934年（昭和9年）春、アカのレッテル貼りに世間が流れて自由な発言がしづらくなり、忠君愛国が重んじられて行く学校に大石は憂いを持つようになる。そして、船乗りの夫の子を身ごもり、防空演習が多くなったこともあって、教え子たちの卒業とともに3月で教職を辞する。12人の生徒たちはそれぞれの運命を歩み、女子は生活苦に追われ、男子は好戦的な空気の中で英雄になる夢を見て、兵隊志願者が多くなっており、行く末を案じる。
1941年（昭和16年）の春、三児の母となった大石は、徴兵検査が行われているK町のバス停で、検査のため来ている教え子の男子たちに出会う。もはやお国のために死ぬことしか言えなくなっている中、甲種合格してしまい海軍に配置された教え子と別れる時、「名誉の戦死など、しなさんな。生きて戻ってくるのよ。」と、声を潜めて伝える大石だった。その年12月に太平洋戦争が始まり、夫は南の海へ出兵している。
1946年（昭和21年）、夫を海戦で、相次いで母親も末娘も亡くした大石は、ふたたび代用教員として教壇に復帰する。幼い児童たちの中にはかつての12人の児童たちの近親者もいる。最初の12人と子供たちの姿をだぶらせ、涙ぐむ大石は、その昔「小石先生」とあだ名をつけられたように「泣きミソ先生」と呼ばれることとなる。
しばらくたち、教師の道をえらび、母校に勤務しているかつての教え子・早苗の呼びかけで、12人のうち消息のわかるミサ子、小ツル、マスノ、磯吉、松江、吉次の6人は大石と早苗と会合をもつ。貧しさから波乱の人生を余儀なくされた松江、家が没落し消息を絶った富士子、誰にも看取られることなく病死したコトエ、遠い海の向こうで戦死し2度と帰ってこない仁太・正・竹一、戦場で負傷し失明した磯吉、一人一人に思いを馳せながら兵隊塚の墓参をした後、会合では、時代の傷を背負って大人になった教え子は、大石を囲んで小学1年生のあの日皆で一緒に撮った写真を見る。
ビールを飲みながらマスノが、すさんだ時代の中、海千山千になるしか生き残れなかったことを嘆き、「荒城の月」を歌う中、失明した磯吉が一人一人名前を呼びながら写真の顔を指さすが、少しずつずれていた。大石が「そう、そうだわ、そうだ」とほほえみながら肩を抱いて、歌を聞きながら涙がほほを伝うと、皆しんとし、早苗がマスノにしがみついて、むせび泣くのであった。

## 登場人物
- 大石久子
- 加部小ツル
- 片桐コトエ
- 香川マスノ
- 川本松江
- 木下富士子
- 西口ミサ子
- 山石早苗
- 相沢仁太
- 岡田磯吉
- 森岡正
- 竹下竹一
- 徳田吉次

## 書誌情報
- 二十四の瞳（1952年12月、光文社）
- 二十四の瞳（1954年、光文社カッパ・ブックス）
- 二十四の瞳（1957年9月9日、2005年4月1日〈改版〉、新潮文庫、ISBN 978-4-10-110201-6）
- 二十四の瞳（1961年9月30日、角川文庫、ISBN 978-4-04-111308-0）
  - 二十四の瞳（2007年6月23日〈改版〉、角川文庫、ISBN 978-4-04-111311-0）

## フィルモグラフィ
以下は、本作を原作もしくは、本作を参考としたものである。

### 劇場用映画

#### 1954年版
1954年に公開された木下惠介監督・脚本、高峰秀子主演の映画化作品。

#### 1987年版
1987年に公開された木下惠介脚本、朝間義隆監督、田中裕子主演による1954年版のリメイク作品。

### テレビドラマ

#### 1964年版
1964年4月17日 - 7月10日に、開局して間もない東京12チャンネル（現・テレビ東京）において放送された。放送時間は金曜19時30分 - 20時 (JST)。
| キャスト - 香川京子 - 小夜福子 - 下元勉 - 鈴木光枝 - 田村高廣 - 山本學 - 有田紀子 | スタッフ - 演出 - 木下恭三 - 脚本 - 田井洋子 - 音楽 - 林光 |

| 東京12チャンネル 金曜19時台後半枠 | 東京12チャンネル 金曜19時台後半枠 | 東京12チャンネル 金曜19時台後半枠 |
| 前番組                            | 番組名                            | 次番組                            |
| --------------------------------- | --------------------------------- | --------------------------------- |
| （開局前）                        | 二十四の瞳 （1964年版）           | こども裁判                        |

#### 1967年版
1967年10月19日 - 1968年3月28日に日本教育テレビ（現・テレビ朝日）系列において「大丸名作劇場」（木曜21時 - 21時30分）枠で放送された。
| キャスト - 亀井光代 - 徳大寺君枝 - 藤原釜足 - 長谷川哲夫 | スタッフ - 監督 - 久松静児 - 脚本 - 西沢裕子 - 制作 - 宝塚映画（現・宝塚映像）、宝塚、毎日放送 |

| 毎日放送制作・NET系列 木曜21時台前半枠 【『大丸名作劇場』再開】 | 毎日放送制作・NET系列 木曜21時台前半枠 【『大丸名作劇場』再開】 | 毎日放送制作・NET系列 木曜21時台前半枠 【『大丸名作劇場』再開】 |
| 前番組                                                          | 番組名                                                          | 次番組                                                          |
| --------------------------------------------------------------- | --------------------------------------------------------------- | --------------------------------------------------------------- |
| ダークです・ うたいます・うたの心を                             | 二十四の瞳 （1967年版）                                         | 若草物語                                                        |

#### 1974年版
1974年11月11日 - 20日にNHKにおいて「少年ドラマシリーズ」枠で放送された。本作を収録したマスターテープは他の番組制作に使い回されたために映像は残っていない。
| キャスト - 杉田景子 - 文野朋子 - 下條正巳 - 露原千草 - 武智豊子 | スタッフ - 演出 - 佐藤和哉 - 制作 - 森田昌治 - 脚本 - 田中澄江 - 音楽 - 越瑳知子 - 制作 - NHK |

#### 1976年版
1976年1月5日 - 14日にNHKにおいて「少年ドラマシリーズ」枠で放送された1974年版の第二部。
| キャスト - 杉田景子 - 武智豊子 | スタッフ - 演出 - 佐藤和哉 - 制作 - 荻原具佳 - 脚本 - 田中澄江 - 音楽 - 越瑳知子 - 制作 - NHK |

| NHK制作 少年ドラマシリーズ                | NHK制作 少年ドラマシリーズ                | NHK制作 少年ドラマシリーズ                         |
| ----------------------------------------- | ----------------------------------------- | -------------------------------------------------- |
| 前番組                                    | 二十四の瞳シリーズ                        | 次番組                                             |
| 少年カウボーイ （1974.10.14 - 1974.11.6） | 二十四の瞳 （1974.11.11 - 1974.11.20）    | アルプスのスキーボーイ （1974.11.25 - 1974.11.28） |
| あおげばとうとし （1976.1.3）             | 二十四の瞳 第2部 （1976.1.5 - 1976.1.14） | 幼年時代 （1976.1.19 - 1976.1.29）                 |

#### 1979年版
1979年7月9日 - 8月31日にTBSにおいて「花王愛の劇場」枠で放送された。
| キャスト - 大石久子 - 島かおり - 山本亘 - 藤田秀世 - 寺田雅史 - 牛山蕗子 - 松尾亜紀 - 遠山秀樹 | スタッフ - 脚本 - 芦沢俊郎 - 制作 - 松竹、TBS |

| TBS 花王 愛の劇場                         | TBS 花王 愛の劇場                   | TBS 花王 愛の劇場                    |
| 前番組                                    | 番組名                              | 次番組                               |
| ----------------------------------------- | ----------------------------------- | ------------------------------------ |
| 体の中を風が吹く （1979.5.14 - 1979.7.6） | 二十四の瞳 （1979.7.9 - 1979.8.31） | 北の宿から （1979.9.3 - 1979.10.26） |

#### 2005年版
『終戦60周年特別ドラマ 二十四の瞳』として、2005年8月2日に日本テレビ系列において21時から23時24分に放送された。黒木瞳主演。視聴率18.7パーセント。
キャスト
- 大石久子：黒木瞳
- 大石正吉：渡部篤郎
- 岡田磯吉：小栗旬
- 香川マスノ：保田圭（元モーニング娘。）
- 片桐コトエ：蒼井優
- 山石早苗：星野真里
- 室川ミサ子：松本莉緒
- 川本松江：須藤温子
- 川本仙吉：谷口高史
- 竹下竹一：山西賢志
- 森岡正：横山友康
- 徳田吉次：平山広行
- 加部小ツル：松下恵
- 相沢仁太：三浦英幸
- 曾根周五郎：内田朝陽
- よろず屋：山田スミ子
- 村岡の妻：キムラ緑子
- 加部春吉：石倉三郎
- 村岡五郎：柄本明
- 宮田武夫：小林稔侍
- 大石民：八千草薫

スタッフ
- 監督 - 大原誠
- 脚本 - 寺田敏雄
- 音楽 - 池辺晋一郎
- ロケ協力 - 内海町、小豆島観光協会、岬の分教場保存会、二十四の瞳映画村、滋賀ロケーションオフィス ほか
- プロデュース - 倉田貴也、佐々木淳一
- 製作協力 - 松竹京都映画
- 製作著作 - 松竹

#### 2013年版
『ドラマスペシャル 二十四の瞳』として、テレビ朝日系の「日曜エンタ」で2013年8月4日の21時から23時10分 (JST) に放送。松下奈緒主演。1954年の映画を監督した木下惠介の生誕100年記念作品。
キャスト
- 大石久子〈22 - 40〉：松下奈緒
- 大石三郎〈25 - 37〉：玉山鉄二
- 大石ヨネ〈44 - 60〉：吉行和子
- 野川儀助〈56〉：中村梅雀
- 寺田和成：柄本明
- 岡田磯吉〈20 - 24〉：濱田岳（1年生：石田大和、5 - 6年生：中川琥太郎）
- 片桐コトエ〈20〉：桜庭ななみ（1年生：久家心、5 - 6年生：川島鈴遥）
- 香川マスノ：真野恵里菜（1年生：信太真妃、5 - 6年生：後藤花怜）
- 山石早苗：小島藤子（1年生：野田和佑、5 - 6年生：岡部怜南）
- 徳田吉次：御厨響一（1年生：石井凛太朗、5 - 6年生：小笠原弘晃）
- 相沢仁太：南圭介（1年生：山崎智史、5 - 6年生：下地幸多）
- 加部小ツル：柊瑠美（1年生：中西萌、5 - 6年生：小川ひかる）
- 川本松江：大後寿々花（1年生：加藤珠希、5 - 6年生：二宮星）
- 森岡正：川口高志（1年生：根本樹、5 - 6年生：松本聖海）
- 西口ミサ子：前田亜季（1年生：森くれあ、5 - 6年生：畠山紬）
- 竹下竹一：井藤瞬（1年生：松田優佑、5 - 6年生：有馬礼温）
- 木下富士子：（1年生：荒田悠良、5 - 6年生：松田亜美）

スタッフ
- ナレーション：倍賞千恵子
- 脚本：龍居由佳里
- 監督：田村直己
- 音楽：沢田完
- サウンドデザイン：石井和之
- VFX：浅野秀二
- ロケ協力：小豆島映像支援実行委員会、小豆島町、小豆島観光協会、岬の分教場保存会、二十四の瞳映画村、滋賀ロケーションオフィス ほか
- 技術協力：IMAGICA、IMAGICAウェスト
- チーフプロデューサー：五十嵐文郎（テレビ朝日）
- プロデューサー：藤本一彦（テレビ朝日）、西勇哉（テレビ朝日）、佐々木淳一（松竹）、原克子（松竹）
- 制作協力：松竹撮影所、松竹映像センター
- 制作：テレビ朝日、松竹

#### 2022年版
2022年8月8日、『特集ドラマ「二十四の瞳」』として、NHK BSプレミアム / BS4Kで放送された（2022年3月19日にBS4Kで先行放送）。主演は土村芳。
キャスト
- 大石久子：土村芳
- 大石正吉：中島歩
- 大石民：麻生祐未
- 三枝校長：國村隼
- おとこ先生：宇野祥平
- よろず屋：濱田マリ
- 折口先生：近藤公園
- うどん屋女将：赤間麻里子
- 水澤紳吾
- 岡田磯吉（ソンキ）：今井悠貴
- 片桐コトエ：徳網ゆうな→徳網まゆ→川島鈴遥
- 川本松江：白鳥玉季→加藤小夏
- 西口ミサ子：岩本佳子→仁村紗和
- 加部小ツル：森田想
- 山石早苗：小山紗愛→柴山愛理→高瀬あい
- 徳田吉次：草野大成
- 相沢仁太：番家天嵩
- 香川マスノ：浅田芭路→伊藤悉七→川添野愛
- 木下富士子：志水心音→佐々木告
- 西口勝子：岩本佳子（2役）
- 片桐マコト：徳網ゆうな（2役）
- コトエのばあちゃん：紅壱子

ほか
スタッフ
- 脚本・演出：吉田康弘
- 撮影協力：岬の分教場保存会、小豆島観光協会、小豆島フィルムコミッション、滋賀ロケーションオフィス、亀山フィルムコミッション、岡山県フィルムコミッション協議会
- 音楽：富貴晴美
- 音楽プロデューサー：木村学（松竹音楽出版）
- 歌唱指導：Minnie P.
- プロデューサー：山田智也（松竹）
- 制作統括：原克子（松竹）、樋渡典英（NHKエンタープライズ）、岡本幸江（NHK）
- 製作著作：NHK、松竹

### テレビアニメ
1980年10月10日にフジテレビ系列において日生ファミリースペシャルとして放送されたテレビアニメ。制作は東京ムービー新社。放送時間は金曜19時30分 - 20時54分。物語の合間と最終場面に実相寺昭雄演出による実写パートが挿入されていた。最終場面の実写部分は、成長した生徒と大石の再会場面で、大石や生徒をアニメ部分の声優が演じている。

#### 声の出演
- 大石先生 - 倍賞千恵子
- ミサ子 - 岡本茉利
- マスノ - 戸田恵子
- 松江 - 白石珠江
- 早苗 - 高宮淳子
- 小ツル - 浅野亜子
- ナレーション - 奈良岡朋子
- その他 - 三ツ木清隆、桑山正一、北村弘一、永井一郎、伊武雅之、肝付兼太、高村章子、森田育代、鈴木れい子、遠藤晴、斉藤昌、野島昭生、ほか

#### スタッフ
アニメパート
- 監督 - 吉田しげつぐ
- 作画監督 - 児玉兼嗣
- 美術 - 竜池昇
- 撮影 - 長谷川肇
- 監督補 - 青木悠三

実写パート
- 監督 - 実相寺昭雄
- 美術 - 池谷仙克
- 撮影 - 中堀正夫
- 監督補 - 下村善二

（共通）
- 脚本 - 田中澄江
- 音楽 - 渡辺岳夫
- 編集 - 岡安肇
- 助監督 - 服部光則、北浦嗣巳
- 録音技術 - 加藤敏
- 録音効果 - 倉橋静男
- 録音 - 東北新社
- 現像 - 東京現像所
- プロデューサー - 池内辰夫、久保田榮一
- 製作者 - 藤岡豊
- 製作 - 東京ムービー新社、フジテレビ

#### 主題歌
- オープニング「愛は輝く瞳」
  - 作詞・作曲 - いまなりあきよし / 編曲 - 石田勝範 / 歌 - 倍賞千恵子
- エンディング「君の瞳」
  - 作詞・作曲 - 下村明彦 / 編曲 - 石田勝範 / 歌 - 倍賞千恵子

| フジテレビ系列 日生ファミリースペシャル | フジテレビ系列 日生ファミリースペシャル | フジテレビ系列 日生ファミリースペシャル |
| 前番組                                  | 番組名                                  | 次番組                                  |
| --------------------------------------- | --------------------------------------- | --------------------------------------- |
| 坊っちゃん                              | 二十四の瞳 （テレビアニメ）             | 荒野の呼び声 吠えろバック               |

### 舞台
- 二十四の瞳（1972年、芸術座、菊田一夫脚本・演出、八千草薫主演）
  - 二十四の瞳（1975年、芸術座、樫山文枝主演）
  - 二十四の瞳（1992年、芸術座、栗山民也演出、榊原郁恵主演）
  - 二十四の瞳（1994年、御園座、栗山民也演出、斉藤由貴主演）
  - 二十四の瞳（2003年、御園座、堀井康明演出、高野志穂主演）
- 二十四の瞳（1998年、日本教育会館一ツ橋ホール ほか、田村丸脚本・演出、三原じゅん子主演）
- 音楽劇 二十四の瞳（2012年、ティアラこうとう ほか、古城十忍脚本、島健音楽監督、砂田晋平演出、島田歌穂主演）[13]

### ラジオ番組
- 朗読 「二十四の瞳」（2018年7月9日 - 8月24日、NHKラジオ第2） - 朗読：藤澤恵麻[14]
  - 再放送（2020年5月4日 - 6月12日、NHKラジオ第2）[15]
  - 「朗読の世界」で再放送（2024年6月17日 - 8月2日、NHK-FM）[16] - 一部、藤澤による新録[17]

## 関連著作
『二十四の瞳からのメッセージ』（澤宮優著 洋泉社刊 2007年） ISBN 4862481965
木下恵介監督の映画『二十四の瞳』を、当時の子役や出演者、スタッフらの証言をもとに検証することで、作品が現代へ何を問いかけているかを探ったノンフィクション。
『古地図で歩く香川の歴史 さぬきで息ぬき 高松城下に遊び、二十四の瞳の世界をさまよう』（井上正夫著 同成社刊 2009年） ISBN 4886214509
第3部「二十四の瞳の世界」では、昭和3年発行と平成19年発行の小豆島の地図を見比べ、大石が岬の分教場へ通ったであろう道を辿っている。また、大石のモデルについても考察されており、高松市出身の実在の人物にスポットを当てている。